# الوثن (بلاد الروس)

تعديل مصدري - تعديل

الوثن هي إحدى قرى عزلة وعلان بمديرية بلاد الروس التابعة لمحافظة صنعاء، بلغ تعداد سكانها 1239 نسمة حسب تعداد اليمن لعام 2004.